# Mozaraber
Mozaraber (spanska: mozárabe, portugisiska: moçárabe, av arabiska: musta'riba, "den som blivit arab") var under medeltiden de kristna som levde i det då muslimska Spanien (al-Andalus).
I det muslimska Spanien accepterades icke-muslimer som kristna och judar, dhimmi, om de betalade en personskatt, jizya. Att konvertera till kristendom eller judendom var dock belagt med dödsstraff, och uppförande av nya kyrkor samt att ringa i kyrkoklockor var förbjudet. Men mozaraberna hade sina egna domstolar och myndighetsorgan och även om de som valde att konvertera till islam favoriserades, kunde även mozaraber nå höga poster vid de muslimska hoven.
Under tider då den muslimska toleransen förbyttes i förföljelse, tog mozaraberna sin tillflykt till de kristna kungadömena i norra Spanien. Med La Reconquista, den spanska återerövringen av Iberiska halvön, kom de att integreras i de kristna kungadömena vars kungar ofta belönade de mozaraber som bosatte sig i närheten av det muslimska territoriet.

## Språk
Under de ibero-romanska språkens tidiga utveckling talades flera romanska dialekter av den spanska majoriteten i de muslimska områdena på halvön. Dessa dialekter brukar kallas mozarabiska, även om någon enhetlig språknorm aldrig funnits.
Mozarabiskan är det ålderdomliga romanska språk som först dokumenterades i skrift på den spanska halvön i slutraderna, kharja, till de dikter på arabiska och hebreiska som kallas muwashshah. Eftersom de skrevs med det arabiska alfabetet (aljamiado, i de arabiska dikterna) och det hebreiska alfabetet i de hebreiska dikterna är man tvungen att rekonstruera vokalerna.
Mozarabiskan påverkade starkt portugisiskan, spanskan och katalanskan (i synnerhet valencianskan) då dessa språk bildades. Mozarabiskan var naturligtvis starkt påverkad av arabiskan, vilket förklarar varför dessa språk innehåller så många arabiska lånord. I Spanien finns också många arabiska ortnamn även i trakter där muslimernas närvaro var mycket kortvarig, vilket förklaras av mozarabernas migration till dessa områden.
Mozaraberna skrev med latinska tecken, men med tidens gång kom många av dem att även framgångsrikt behärska arabiska.

## Religion
Eftersom mozaraberna befann sig utanför påverkan från franska munkar bevarade de den västgotiska liturgin, som därför kallas mozarabisk liturgi. Samtidigt hade de kristna kungadömena i norr övergått till den latinska liturgin (Kastilien 1080), och när de erövrade nya områden från muslimerna var det de som tillsatte biskoparna. Den mozarabiska liturgin tillämpas fortfarande med påvens tillstånd i ett av kapellen i katedralen i Toledo, men även i St. Isidro i Madrid och några gånger årligen i Salamanca. Ett mozarabiskt broderskap är fortfarande aktivt i Toledo.
Att konvertera till islam innebar för mozaraberna både att man slapp undan dhim-skatten och att nya horisonter öppnades. Även om det muslimska Spanien utmärktes av religiös tolerans uppstod en kristen martyrrörelse i Córdoba ledd av prästerna Paulo Alvaro och Eulegio, vilka upprördes av att unga kristna föredrog den arabiska kulturen och det arabiska språket. Från och med  851 försökte de skapa en konfrontation genom att offentligt häda islam och profeten Muhammed och hoppades genom att bli martyrer förmå de andra kristna att stå emot arabiseringen. Kristna avrättades för hädelse fram till den 11 mars 859. De islamiska domarna, qadi, försökte dock, när det gick, att avstyra konflikten genom att avfärda dem som "dårar och idioter".